# Brachodes flavescens
Brachodes flavescens is een vlindersoort uit de familie Brachodidae. De wetenschappelijke naam is voor het eerst geldig gepubliceerd in 1919 door Emilio Turati.
De soort komt voor in Europa.

## Andere combinaties
- Atychia flavescens Turati, 1919